# Сеньория де Агилар
Сеньория де Агилар (исп. Señorío de Aguilar) — феодальная сеньория, которая была создана королем Кастилии Альфонсо X в 1257 году для Гонсало Яньеса де Агилара. Современное название — Агилар-де-ла-Фронтера (провинция Кордова, автономное сообщество Андалусия). Её первым владельцем был Гонсало Яньес де Агилар (? — 1283), португальский дворянин и трубадур, который участвовал в завоевании Севильи королем Кастилии Фернандо III.

## История
16 апреля 1257 года король Кастилии Альфонсо X передал в наследственное владение португальскому дворянину Гонсало Яньесу поместье Агилар. Несмотря на это, Гонсало Яньес де Агилар поддержал инфанта Санчо в династической борьбе, которая вспыхнула в Кастилии после смерти инфанта Фернандо де ла Серды.
В 1333 году Гонсало Яньес де Агилар, 3-й сеньор де Агилар, поднял восстание против короля Кастилии Альфонсо XI, вступив в союз с эмиром Гранады. Он сражался с кастильцами в своих замках Агилар, Монтилья, Монтурке и Анзур. Продолжительно этого мятежа неизвестна. Через несколько лет Гонсало Яньес де Агилар вернулся в Кастилию и принял участие в битве при Саладо в 1340 году и осаде Альхесираса, где он заразился болезнью, которая привела его к смерти в феврале 1343 года. Он составил завещание в пользу своего сына Тельо Гонсалеса де Агилара, но сеньорию де агилар унаследовал его младший брат Фернандо Яньес де Агилар, умерший около сентября 1343 года, не оставив наследников.
После пресечения рода на сеньорию Агилар стали претендовать два кандидата: Альфонсо Фернандес Коронель (? — 1353) и Бернат де Кабрера (1289—1364), которые находились в родстве с последними сеньорами де Агилар. Бернат де Кабрера, двоюродный брат Фернандо Гонсалеса, получил поместье Агилар в 1343 году. Но через некоторое время король Кастилии Альфонсо XI Справедливый передал ему поместья Пуэбла-де-Алькосер, Эррера и Алькосерехо в Эстремадуре в обмен на Агилар. Это было сделано, чтобы избежать споров между Бернатом де Кабрерой и Альфонсо Фернандесом Коронелем. Сеньория де Агилар была включена в состав коронных владений, позднее король Альфонсо XI отдал это поместье своему любовнице Леонор де Гусман.
В 1350 году новый король Кастилии Педро I Жестокий пожаловал поместье Агилар Альфонсо Фернандесу Коронелю, который впоследствии поднял восстание вместе со своим зятем Хуаном де ла Серда против королевской власти. Педро I был вынужден был лично прибыть на театр военных действий, чтобы окружить виллу Агилар в январе 1352 года, капитуляция которой произошла в следующем году, когда ее стены и замок были разрушены. Альфонсо Фернандес Коронель был арестован и обезглавлен в 1353 году. Вилла Агилар была вторично включена в состав коронного домена. Сеньория де Монтурке, ранее входившая в состав сеньории де Агилар, была отделена в 1357 году и передана Педро I Жестоким своему преданному стороннику Мартину Лопесу де Кордове.
Вилла Агилар была переименована в Монреаль. 30 июля 1370 года новым владельцем сеньории король Кастилии Энрике II Трастамара назначил Гонсало Фернандеса де Кордову, сеньора де Каньете-де-лас-Торрес.

## Сеньоры де Агилар (1257—1353)
- I. Гонсало Яньес де Агилар (ок. 1240—1283). Сын Жоао Гомеша де Dovinhal, сеньора де Маседу-де-Кавалейруш, и Марии Пиреш де Агиар. Супруга — Беренгуэла Гильен де Кардона, дочь Рамона Фолька де Кардоны. Ему наследовал его сын:
- II. Гонсало Яньес де Агилар (? —). 1-я жена — Мария Гонсалес Рапозо, дочь Гонсало Анеса Рапосо и Урраки Фернандес де Лимы, 2-я жена — Мария Гонсалес де Менесес, дочь Гонсало Анеса и Терезы Яньес де Амауа. Ему наследовал его старший сын от первого брака:
- III. Гонсало Яньес де Агилар (? — февраль 1343), женат на Марии Руис де Леон, дочери Родриго Альфонсо де Леона и Санчи де Аро. Ему наследовал его младший брат:
- IV. Фернандо Гонсалес де Агилар (? — сентябрь 1343). Супруга — Тереза Альварес де Гусман, дочь Альваро Переса де Гусмана. Бездетен.

## Сеньоры де Агилар (с 1370 года)
- I. Гонсало Фернандес де Кордова и Руис де Бьедма (1330 — 14 августа 1385), 3-й сеньор де Каньете-де-лас-Торрес, 1-й сеньор де Агилар и Прьего, сын Фернандо Альфонсо Фернандеса де Кордовы и Гонгоры (? — 1344), 2-го сеньора де Каньете, алькальда Кордовы, и Марии Руис де Бьедма. Супруга — Мария Гарсия Каррильо и Лассо де ла Вега (1315—1422), сеньора де Вильякиран-де-лос-Инфантес, дочь Педро Руиса Каррильо Гарсии, сеньора де Вильякиран-де-лос-Инфантес, и Урраки Лассо де ла Вега и Кастаньеды. У супругов было несколько детей. Старший сын Педро Фернандес де Кордова скончался раньше своего отца в 1379 году и, следовательно, отцовские титулы унаследовал его второй сын:
- II. Альфонсо Фернандес де Кордова (? — 1424), 2-й сеньор де Прьего и Агилар, алькальд Алькала-ла-Реаль. Был женат на Терезе де Венегас, дочери Эгаса де Венегаса и Фернандеса де Кордовы и Беатрис де Толосан. Их старший сын Гонсало (? — 1421) скончался раньше своего отца, и хотя у него был законный сын по имени Альфонсо и по прозвищу «обездоленный Агилар», новым сеньором де Агилар стал его младший брат:
- III. Педро Фернандес де Кордова и Венегас (? — 1424), 3-й сеньор де Прьего и Агилар. В 1422 году он завладел поместьями своего отца, но скончался два года спустя под Моклином, на шесть месяцев раньше своего отца. Он женился на Леонор де Арельяно, дочери Карлоса Рамиреса де Арельяно и Манрике де Лары, сеньора де лос Камерос, и Констансы де Сармьенто Энрикес де Кастилия. Ему наследовал их сын:
- IV. Альфонсо Фернандес де Кордова и Арельяно (ок. 1420—1441), 4-й сеньор де Прьего и де Агилар. Его мать, Леонор де Арельяно, управляла поместьем во время его несовершеннолетия. Он скончался в возрасте 21 года, и его сменил младший брат, которому было 17 лет, когда он унаследовал сеньорию.
- V. Педро Фернандес де Кородова и Арельяно (ок. 1423 — март 1455), 5-й сеньор де Прьего и Агилар, главный алькальд Кордовы и Тебы. Был женат на Эльвире де Эррера и Энрикес, дочери Педро Нуньеса де Эрреры, сеньора де Педраса, и его супруги Бланки Энрикес де Мендосы и Киньонес, дочери адмирала Кастилии Альфонсо Энрикеса. Ему наследовал их старший сын:
- VI. Альфонсо Фернандес де Кордова, также известен как Алонсо де Агилар (ок. 1447 — 16 марта 1501), 6-й сеньор де Прьего и Агилар, сменил своего отца в возрасте восьми лет. Инфант Альфонсо, принц Астурийский, назначил его вице-королем Андалусии и главным алькальдом Кордовы и Антекеры. Он участвовал в нескольких столкновениях против мусульман и был убит вместе с генерал-капитаном артиллерии Франсиско Рамиресом из Мадридом в Сьерра-Бермехе, пытаясь подавить восстание Альпухаррас 1499 года. Он правил поместьем около пятидесяти лет и считался «самым могущественным персонажем, который знал историю Кордовы в позднем Средневековье». Он был женат на Каталине Пачеко и Портокарреро, дочери Хуана Пачеко, 1-го маркиза де Вильена, и Марии Портокарреро Энрикес, 6-й сеньоры де Могер и Вильянуэва-дель-Фресно. Ему наследовал его сын.
- VII. Педро Фернандес де Кордова и Пачеко (1470 — 24 января 1517), 1-й маркиз де Прьего. Был женат на Эльвире Энрикес де Эррере (1478—1512), дочери Энрике де Энрикеса и Киньонес (1440—1504), сеньора де Орсе, и Марии де Луны (? — 1530).

Титул сеньора де Агилар перешел к маркизам де Прьего и маркизам де Монтальбан, в настоящее время им владеет глава дома де Мединасели.